# 格雷丝·菲普斯
格雷丝·菲普斯（英語：Grace Phipps，1992年5月4日—）是一位美国女演员，以她在电视剧《九命少女》中艾米·马丁的角色和在《吸血鬼日记》中阿普丽尔·扬的角色而闻名。

## 早期生活和职业生涯
格雷丝出生于美国德克萨斯州奥斯汀，并于德克萨斯州伯尔尼及圣安东尼奥成长。她参加了罗伯特·E·李高中，并毕业于北东艺术学校，学习音乐剧。
2010年高中毕业后，格雷丝搬到了洛杉矶以追逐演绎生涯，并立即获得了电影重制《吸血鬼就在隔壁》中比的角色。2011年，她在电视剧《九命少女》中饰演了艾米的角色。2012年，格雷丝扮演了《吸血鬼日记》中新循环角色阿普丽尔·扬。

## 影视作品
| 年份          | 作品           | 角色                         | 备注           |
| ------------- | -------------- | ---------------------------- | -------------- |
| 2011年        | 吸血鬼就在隔壁 | 比                           |                |
| 2011年        | 九命少女       | 艾米·蒂凡妮·马丁             | 主要角色；10集 |
| 2012年-2013年 |                |                              |                |
| 吸血鬼日记    | 阿普丽尔·扬    | 循环角色（第四季）；10集     |                |
| 2013年        |                |                              |                |
| 青春沙滩电影  | 莱拉           | 迪士尼频道原创电影；后期制作 |                |